# Vittorio Mario Giuliani
Vittorio Mario Giuliani detto Ciüiu (Cuneo, 1º marzo 1922 – Cuneo, 11 novembre 1993) è stato un partigiano italiano.
Medaglia d'argento e medaglia di bronzo al valor militare.

## Biografia
Allievo dell'Accademia Militare di Modena, l'8 settembre 1943 rifiuta l'arruolamento nella Repubblica Sociale Italiana e si unisce ai partigiani vicini al Partito d'Azione. Diventa capo squadra della prima banda Italia Libera di Valle Stura di Demonte, indi comandante del distaccamento guastatori della brigata Giustizia e Libertà di Valle Varaita e poi comandante della volante guastatori della brigata GL Saluzzo.
Attivo sulle Alpi del Cuneese, guida una formazione di guastatori e si rende noto per le coraggiose azioni contro il nemico, ricordate nei volumi di Mario Giovana e Giorgio Bocca:

La medaglia d'argento conferita a Giuliani per le azioni ai ponti di Brossasco e Val Curta

La medaglia di bronzo per l'azione notturna contro il presidio tedesco

Il 13 settembre 1948 gli viene conferita dal Presidente della Repubblica la medaglia d'argento al valor militare per le azioni ai ponti di Brossasco e Val Curta, cui si aggiunge, il 20 marzo 1950, la medaglia di bronzo per l'azione contro il presidio tedesco, entrambe descritte nel libro di Giovana.
(Dalla motivazione della medaglia d'argento al valor militare)